# Aric Almirola
Statistiques en NASCAR Cup Series
Dernière mise à jour : 28 novembre 2023 
Aric Almirola est un pilote professionnel américain de NASCAR évoluant dans la Cup Series né le 14 mars 1984 à l'Eglin Air Force Base de Fort Walton Beach en Floride. 
Il pilote la voiture no 10 dans l'écurie Stewart-Haas Racing depuis 2018.
Diplômé de la Hillsborough High School (en) de Tampa, Almirola intègre l'université du centre de la Floride où il décroche son diplôme en génie mécanique avant de poursuivre une carrière en tant que pilote.

## Carrière
Almirola est d'origine cubaine. Il commence à piloter en go-karts à l'âge de huit ans et dès ses 14 ans, va concourir dans cette discipline à l'échelle nationale. Il remporte la pole position dès ses débuts en World Karting Association (en) et termine la saison en 4e position. Deux ans plus tard, il monte de catégorie dans la version modifiée et y remporte plusieurs trophées de meilleur rookie (débutant) de la saison.
En 2002, Almirola passe en NASCAR Sun Belt Weekly Racing Division et termine deuxième meilleur débutant de l'année. En 2003, il y réussit cinq poles position. En 2004, il devient l'un des premiers pilotes à participer au programme Drive for Diversity (en) de la NASCAR. Il signe également avec l'écurie Joe Gibbs Racing en tant que pilote de développement dans le cadre d'un partenariat avec Reggie White, ancien joueur de football américain dans la NFL. Almirola court la saison au Ace Speedway (en) et remporte deux courses pour termine classé 11e au classement de la saison. Il remporte cinq autres courses sur ce circuit en 2005.
Il va disputer 78 courses en NASCAR Track Series réparties sur huit saisons (entre 2005 et 2012). Il fait ses débuts au sein de la Morgan-Dollar Motorsports (en) où il réalise en 2005, deux Top-10 lors des quatre courses qu'il dispute. Il participe en programme complet dans la Truck Series lors de deux saisons. En 2006, au sein de la Spears Motorsports (en), il pilote la Chevrolet no 75 et réussit trois Top-10. Sa meilleur performance est sa 9e place obtenue sur le Charlotte Motor Speedway de Concord en Caroline du Nord. Il termine le championnat 2006 en 18e position. En 2010, il pilote la Toyota no 51 de la Billy Ballew Motorsports (en) et totalise sur la saison, 20 Top-10, 11 Top-5 et 2 victoires, les seules de sa carrière en Truck Series, obtenues sur le Dover International Speedway à Dover dans le Delaware et sur le Michigan International Speedway de Brooklyn dans le Michigan. Il termine le championnat 2010 à la deuxième place derrière Todd Bodine (en).
En Xfinity Series, Almirola a participé à 102 courses réparties sur 12 saisons (entre 2006 et 2018). Il n'y effectue qu'une seule saison en programme complet soit en 2011 où il termine 4e du championnat au volant de la Chevrolet no 88 de la JR Motorsports (en). Lors de sa carrière en Xfinity, il réussit 5 poles, 38 Top-10, 13 Top-5 pour 3 victoires. Ces dernières ont été obtenues en 2007 au volant de la Chevrolet no 20 de la Joe Gibbs Racing sur le Milwaukee Mile de West Allis dans le Wisconsin lors du AT&T 250, en 2016 et 2017 au volant de la Ford no 98 de la Biagi-DenBeste Racing (en) respectivement sur le Daytona International Speedway à Daytona Beach en Floride lors du Wawa 250 (en) et sur le Talladega Superspeedway de Talladega en Alabama lors du Sparks Energy 300 (en).
Almirola dispute sa première course en NASCAR Cup Series au volant de la Chevrolet no 80 de la Joe Gibbs Racing à l'occasion du UAW-Daimler Chrysler 400 de 2007 couru sur le Las Vegas Motor Speedway de Las Vegas au Nevada. Son bilan actuel en Cup Series est de 417 courses réparties sur 15 saisons (2007-2022) dont 4 poles, 91 Top-10, 28 Top-5 et 3 victoires. Il dispute le championnat en programme complet pendant 11 saisons (2012-2022) et termine en 5e position la saison 2018 ce qui constitue son meilleur classement en Cup Series. Il remporte sa première course de Cup Series en 2014 sur le Daytona International Speedway de Daytona Beach en Floride à l'occasion du Coke Zero 400 et au volant de la Ford no 43 de la Richard Petty Motorsports. Les deux suivantes gagnées au volant de la Ford no 10 de la Stewart-Haas Racing ont respectivement lieu en 2018 sur le Talladega Superspeedway lors du 1000Bulbs.com 500, et en 2021 sur le New Hampshire Motor Speedway de Loudon dans le New Hampshire lors du Foxwoods Resort Casino 301.
Le 10 janvier 2022, Almirola annonce qu'il ne participera plus en programme complet dans la NASCAR dès la fin de la saison 2022. Néanmoins, le 19 août 2022, Almirola se ravise et annonce qu'il pilotera encore la voiture Ford no 10 de la Stewart-Haas Racing en 2023.

## Palmarès

### NASCAR Cup Series
Au 28 novembre 2023, il a participé à 453 courses réparties sur 16 saisons (2007-2010, 2012-2023).
- Voiture en 2023 : no 10
- Écurie : Stewart-Haas Racing
- Résultat saison 2023 : 23e[14]
- Meilleur classement en fin de saison : 5e en 2018
- 1re course : UAW-Daimler Chrysler 400 de 2007 (à Las Vegas)
- Dernière course : NASCAR Cup Series Championship Race de 2023 (à Phoenix)
- Première victoire : Coke Zero 400 de 2014 (à Daytona)
- Dernière victoire : Foxwoods Resort Casino 301 de 2021 (à Loudon)
- Victoire(s) : 3
- Top5 : 30
- Top10 : 96
- Pole position : 6

| Légende  | Légende |
| -------- | --- |
| Gras     | Pole position décerné par temps de qualification.                                                                                         |
| Italique | Pole position gagnés par les points au classement ou du temps d'essais.                                                                   |
| *        | Plus grand nombre de tours menés. |
| 01       | Aucun point de championnat car inéligible pour le titre lors de cette saison (le pilote concourt pour le titre dans une autre catégorie). |
| DNQ      | Ne s'est pas qualifié. |
| Résultats en NASCAR Cup Series | Résultats en NASCAR Cup Series | Résultats en NASCAR Cup Series | Résultats en NASCAR Cup Series | Résultats en NASCAR Cup Series | Résultats en NASCAR Cup Series | Résultats en NASCAR Cup Series | Résultats en NASCAR Cup Series | Résultats en NASCAR Cup Series | Résultats en NASCAR Cup Series | Résultats en NASCAR Cup Series | Résultats en NASCAR Cup Series | Résultats en NASCAR Cup Series | Résultats en NASCAR Cup Series | Résultats en NASCAR Cup Series | Résultats en NASCAR Cup Series | Résultats en NASCAR Cup Series | Résultats en NASCAR Cup Series | Résultats en NASCAR Cup Series | Résultats en NASCAR Cup Series | Résultats en NASCAR Cup Series | Résultats en NASCAR Cup Series | Résultats en NASCAR Cup Series | Résultats en NASCAR Cup Series | Résultats en NASCAR Cup Series | Résultats en NASCAR Cup Series | Résultats en NASCAR Cup Series | Résultats en NASCAR Cup Series | Résultats en NASCAR Cup Series | Résultats en NASCAR Cup Series | Résultats en NASCAR Cup Series | Résultats en NASCAR Cup Series | Résultats en NASCAR Cup Series | Résultats en NASCAR Cup Series | Résultats en NASCAR Cup Series | Résultats en NASCAR Cup Series | Résultats en NASCAR Cup Series | Résultats en NASCAR Cup Series | Résultats en NASCAR Cup Series | Résultats en NASCAR Cup Series | Résultats en NASCAR Cup Series | Résultats en NASCAR Cup Series |
| ------------------------------ | ------------------------------ | ------------------------------ | ------------------------------ | ------------------------------ | ------------------------------ | ------------------------------ | ------------------------------ | ------------------------------ | ------------------------------ | ------------------------------ | ------------------------------ | ------------------------------ | ------------------------------ | ------------------------------ | ------------------------------ | ------------------------------ | ------------------------------ | ------------------------------ | ------------------------------ | ------------------------------ | ------------------------------ | ------------------------------ | ------------------------------ | ------------------------------ | ------------------------------ | ------------------------------ | ------------------------------ | ------------------------------ | ------------------------------ | ------------------------------ | ------------------------------ | ------------------------------ | ------------------------------ | ------------------------------ | ------------------------------ | ------------------------------ | ------------------------------ | ------------------------------ | ------------------------------ | ------------------------------ | ------------------------------ |
| Année                          | Équipe                         | No.                            | Constructeur                   | 1                              | 2                              | 3                              | 4                              | 5                              | 6                              | 7                              | 8                              | 9                              | 10                             | 11                             | 12                             | 13                             | 14                             | 15                             | 16                             | 17                             | 18                             | 19                             | 20                             | 21                             | 22                             | 23                             | 24                             | 25                             | 26                             | 27                             | 28                             | 29                             | 30                             | 31                             | 32                             | 33                             | 34                             | 35                             | 36                             | Clas.                          | Pts                            |
| 2007[15]                       | Joe Gibbs Racing               | 80                             | Chevrolet                      | DAY                            | CAL                            | LVS 41                         | ATL                            | BRI                            | MAR                            | TEX                            | PHO                            | TAL                            | RCH                            | DAR                            | CLT                            | DOV                            | POC                            | MCH                            | SON                            | NHA                            | DAY                            | CHI                            | IND                            | POC                            | GLN                            | MCH                            |                                |                                |                                |                                |                                |                                |                                |                                |                                |                                |                                |                                |                                | 52e                            | 367                            |
| 2007[15]                       | Dale Earnhardt, Inc.           | 01                             | Chevrolet                      |                                |                                |                                |                                |                                |                                |                                |                                |                                |                                |                                |                                |                                |                                |                                |                                |                                |                                |                                |                                |                                |                                |                                | BRI 36                         | CAL 31                         | RCH                            | NHA                            | DOV                            | KAN                            | TAL 30                         | CLT                            | MAR 43                         | ATL                            | TEX                            | PHO 26                         | HOM                            | 52e                            | 367                            |
| 2008[16]                       | Dale Earnhardt, Inc.           | 8                              | Chevrolet                      | DAY                            | CAL                            | LVS                            | ATL                            | BRI 8                          | MAR 42                         | TEX                            | PHO                            | TAL 33                         | RCH                            | DAR                            | CLT                            | DOV                            | POC                            | MCH                            | SON 25                         | NHA 23                         | DAY                            | CHI                            | IND                            | POC                            | GLN 35                         | MCH                            | BRI 13                         | CAL 30                         | RCH                            | NHA 18                         | DOV                            | KAN                            | TAL 13                         | CLT                            | MAR 20                         | ATL                            | TEX                            | PHO                            | HOM 35                         | 42e                            | 1075                           |
| 2009[17]                       | Earnhardt Ganassi Racing       | 8                              | Chevrolet                      | DAY 30                         | CAL 35                         | LVS 39                         | ATL 21                         | BRI 35                         | MAR 37                         | TEX 33                         | PHO                            | TAL                            | RCH                            | DAR                            | CLT                            | DOV                            | POC                            | MCH                            | SON                            | NHA                            | DAY                            | CHI                            | IND                            | POC                            | GLN                            | MCH                            |                                |                                |                                |                                |                                |                                |                                |                                |                                |                                |                                |                                |                                | 46e                            | 527                            |
| 2009[17]                       | Phoenix Racing                 | 9                              | Dodge                          |                                |                                |                                |                                |                                |                                |                                |                                |                                |                                |                                |                                |                                |                                |                                |                                |                                |                                |                                |                                |                                |                                |                                | BRI DNQ                        | ATL                            | RCH                            | NHA 29                         | DOV                            | KAN                            | CAL                            | CLT                            | MAR                            | TAL                            | TEX                            | PHO                            | HOM                            | 46e                            | 527                            |
| 2010[18]                       | Phoenix Racing                 | 9                              | Chevrolet                      | DAY DNQ                        | CAL 43                         | LVS 43                         | ATL DNQ                        | BRI 39                         | MAR 41                         | PHO DNQ                        | TEX                            |                                |                                |                                |                                |                                |                                |                                |                                |                                |                                |                                |                                |                                |                                |                                |                                |                                |                                |                                |                                |                                |                                |                                |                                |                                |                                |                                |                                | 48e                            | 704                            |
| 2010[18]                       | Tommy Baldwin Racing (en)      | 35                             | Chevrolet                      |                                |                                |                                |                                |                                |                                |                                |                                | TAL DNQ                        | RCH                            | DAR                            | DOV                            | CLT                            | POC                            | MCH                            | SON                            | NHA                            | DAY                            | CHI                            | IND                            | POC                            | GLN                            | MCH                            | BRI                            | ATL                            | RCH                            | NHA                            | DOV                            | KAN                            | CAL                            | CLT                            |                                |                                |                                |                                |                                | 48e                            | 704                            |
| 2010[18]                       | Richard Petty Motorsports      | 9                              | Ford                           |                                |                                |                                |                                |                                |                                |                                |                                |                                |                                |                                |                                |                                |                                |                                |                                |                                |                                |                                |                                |                                |                                |                                |                                |                                |                                |                                |                                |                                |                                |                                | MAR 21                         | TAL 20                         | TEX 21                         | PHO 27                         | HOM 4                          | 48e                            | 704                            |
| 2012[19]                       | Richard Petty Motorsports      | 43                             | Ford                           | DAY 39                         | PHO 15                         | LVS 25                         | BRI 3                          | CAL 43                         | MAR 8                          | TEX 12                         | DAR 24                         | RCH 17                         | TAL 13                         | KAN 8                          | CLT 11                         | DOV 12                         | POC 22                         | MCH 31                         | SON 23                         | KEN 39                         | DAY 1                          | NHA 23                         | IND 21                         | POC 35                         | GLN 18                         | MCH 20                         | BRI 41                         | ATL 9                          | RCH 10                         | CHI 41                         | NHA 6                          | DOV 28                         | KAN 31                         | CLT 22                         | TAL 39                         | MAR 21                         | TEX 24                         | PHO 18                         | HOM 19                         | 20e                            | 868                            |
| 2013[20]                       | Richard Petty Motorsports      | 43                             | Ford                           | DAY 13                         | PHO 15                         | LVS 16                         | BRI 37                         | CAL 14                         | MAR 20                         | TEX 7                          | KAN 8                          | RCH 8                          | TAL 10                         | DAR 20                         | CLT 33                         | DOV 18                         | POC 21                         | MIC 17                         | SON 20                         | KEN 15                         | DAY 38                         | NHA 5                          | IND 17                         | POC 20                         | GLN 37                         | MCH 18                         | BRI 15                         | ATL 20                         | RCH 20                         | CHI 13                         | NHA 21                         | DOV 22                         | KAN 10                         | CLT 23                         | TAL 22                         |                                | TEX 27                         | PHO 19                         | HOM 16                         | 18e                            | 913                            |
| 2013[20]                       | Richard Petty Motorsports      | 41                             | Ford                           |                                |                                |                                |                                |                                |                                |                                |                                |                                |                                |                                |                                |                                |                                |                                |                                |                                |                                |                                |                                |                                |                                |                                |                                |                                |                                |                                |                                |                                |                                |                                |                                | MAR 20                         |                                |                                |                                | 18e                            | 913                            |
| 2014[21]                       | Richard Petty Motorsports      | 43                             | Ford                           | DAY 39                         | PHO 15                         | LVS 25                         | BRI 3                          | CAL 43                         | MAR 8                          | TEX 12                         | DAR 24                         | RCH 17                         | TAL 13                         | KAN 8                          | CLT 11                         | DOV 12                         | POC 22                         | MCH 31                         | SON 23                         | KEN 39                         | DAY 1                          | NHA 23                         | IND 21                         | POC 35                         | GLN 18                         | MCH 20                         | BRI 41                         | ATL 9                          | RCH 10                         | CHI 41                         | NHA 6                          | DOV 28                         | KAN 31                         | CLT 22                         | TAL 39                         | MAR 21                         | TEX 24                         | PHO 18                         | HOM 19                         | 16e                            | 2195                           |
| 2015[22]                       | Richard Petty Motorsports      | 43                             | Ford                           | DAY 15                         | ATL 11                         | LVS 26                         | PHO 19                         | CAL 11                         | MAR 12                         | TEX 19                         | BRI 13                         | RCH 20                         | TAL 15                         | KAN 11                         | CLT 17                         | DOV 5                          | POC 43                         | MCH 22                         | SON 14                         | DAY 34                         | KEN 12                         | NHA 15                         | IND 38                         | POC 18                         | GLN 16                         | MCH 14                         | BRI 17                         | DAR 11                         | RCH 4                          | CHI 10                         | NHA 43                         | DOV 5                          | CLT 10                         | KAN 24                         | TAL 16                         | MAR 16                         | TEX 18                         | PHO 10                         | HOM 41                         | 17e                            | 940                            |
| 2016[23]                       | Richard Petty Motorsports      | 43                             | Ford                           | DAY 12                         | ATL 15                         | LVS 24                         | PHO 13                         | CAL 21                         | MAR 40                         | TEX 24                         | BRI 34                         | RCH 21                         | TAL 27                         | KAN 18                         | DOV 31                         | CLT 26                         | POC 20                         | MCH 26                         | SON 27                         | DAY 15                         | KEN 20                         | NHA 19                         | IND 25                         | POC 39                         | GLN 27                         | BRI 14                         | MCH 25                         | DAR 32                         | RCH 17                         | CHI 32                         | NHA 17                         | DOV 16                         | CLT 15                         | KAN 40                         | TAL 8                          | MAR 15                         | TEX 22                         | PHO 22                         | HOM 40                         | 26e                            | 638                            |
| 2017[24]                       | Richard Petty Motorsports      | 43                             | Ford                           | DAY 4                          | ATL 27                         | LVS 14                         | PHO 17                         | CAL 19                         | MAR 18                         | TEX 18                         | BRI 22                         | RCH 9                          | TAL 4                          | KAN 38                         | CLT                            | DOV                            | POC                            | MCH                            | SON                            | DAY                            | KEN                            | NHA 24                         | IND 13                         | POC 38                         | GLN 21                         | MCH 12                         | BRI 37                         | DAR 20                         | RCH 17                         | CHI 24                         | NHA 26                         | DOV 25                         | CLT 24                         | TAL 5                          | KAN 9                          | MAR 18                         | TEX 15                         | PHO 9                          | HOM 18                         | 29e                            | 502                            |
| 2018[25]                       | Stewart-Haas Racing            | 10                             | Ford                           | DAY 11                         | ATL 13                         | LVS 10                         | PHO 7                          | CAL 12                         | MAR 14                         | TEX 32                         | BRI 6                          | RCH 17                         | TAL 7                          | DOV 11                         | KAN 9                          | CLT 13                         | POC 7                          | MCH 11                         | SON 8                          | CHI 25*                        | DAY 27                         | KEN 8                          | NHA 3                          | POC 25                         | GLN 22                         | MCH 7                          | BRI 31                         | DAR 14                         | IND 23                         | LVS 6                          | RCH 5                          | ROV 19                         | DOV 13                         | TAL 1                          | KAN 10                         | MAR 11                         | TEX 8                          | PHO 4                          | HOM 9                          | 5e                             | 2354                           |
| 2019[26]                       | Stewart-Haas Racing            | 10                             | Ford                           | DAY 32                         | ATL 8                          | LVS 7                          | PHO 4                          | CAL 9                          | MAR 9                          | TEX 7                          | BRI 37                         | RCH 23                         | TAL 9                          | DOV 16                         | KAN 12                         | CLT 11                         | POC 10                         | MCH 17                         | SON 9                          | CHI 16                         | DAY 7                          | KEN 14                         | NHA 11                         | POC 12                         | GLN 12                         | MCH 33                         | BRI 29                         | DAR 17                         | IND 14                         | LVS 13                         | RCH 16                         | ROV 14                         | DOV 17                         | TAL 4                          | KAN 23                         | MAR 37                         | TEX 2                          | PHO 22                         | HOM 22                         | 14e                            | 2234                           |
| 2020[27]                       | Stewart-Haas Racing            | 10                             | Ford                           | DAY 22                         | LVS 21                         | CAL 8                          | PHO 8                          | DAR 12                         | DAR 7                          | CLT 15                         | CLT 20                         | BRI 29                         | ATL 17                         | MAR 33                         | HOM 5                          | TAL 3                          | POC 3*                         | POC 5                          | IND 3                          | KEN 8*                         | TEX 10                         | KAN 6                          | NHA 7                          | MCH 16                         | MCH 6                          | DRC 24                         | DOV 17                         | DOV 7                          | DAY 18                         | DAR 9                          | RCH 8                          | BRI 5                          | LVS 17                         | TAL 37                         | ROV 16                         | KAN 13                         | TEX 23                         | MAR 7                          | PHO 13                         | 15e                            | 2235                           |
| 2021[28]                       | Stewart-Haas Racing            | 10                             | Ford                           | DAY 34                         | DRC 17                         | HOM 30                         | LVS 38                         | PHO 11                         | ATL 20                         | BRD 36                         | MAR 20                         | RCH 6                          | TAL 15                         | KAN 29                         | DAR 37                         | DOV 37                         | COA 26                         | CLT 22                         | SON 27                         | NSH 4                          | POC 16                         | POC 16                         | ROA 14                         | ATL 23                         | NHA 1                          | GLN 16                         | IRC 19                         | MCH 17                         | DAY 14                         | DAR 16                         | RCH 14                         | BRI 18                         | LVS 19                         | TAL 26                         | ROV 24                         | TEX 18                         | KAN 26                         | MAR 6                          | PHO 6                          | 15e                            | 2215                           |
| 2022[29]                       | Stewart-Haas Racing            | 10                             | Ford                           | DAY 5                          | CAL 6                          | LVS 6                          | PHO 12                         | ATL 22                         | COA 19                         | RCH 21                         | MAR 8                          | BRD 23                         | TAL 13                         | DOV 19                         | DAR 11                         | KAN 26                         | CLT 17                         | GTW 5                          | SON 14                         | NSH 17                         | ROA 28                         | ATL 8                          | NHA 31                         | POC 13                         | IRC 38                         | MCH 34                         | RCH 8                          | GLN 29                         | DAY 21                         | DAR 11                         | KAN 21                         | BRI 28                         | TEX 24                         | TAL 14*                        | ROV 15                         | LVS 18                         | HOM 21                         | MAR 15                         | PHO 20                         | 20e                            | 760                            |
| 2023                           | Stewart-Haas Racing            | 10                             | Ford                           | DAY 21                         | CAL 35                         | LVS 16                         | PHO 33                         | ATL 30                         | COA 30                         | RCH 13                         | BRD 31                         | MAR 6                          | TAL 22                         | DOV 24                         | KAN 13                         | DAR 21                         | CLT 25                         | GTW 19                         | SON 28                         | NSH 25                         | CSC 12                         | ATL 18*                        | NHA 34                         | POC 12                         | RCH 8                          | MCH 16                         | IRC 39                         | GLN 30                         | DAY 3                          | DAR 14                         | KAN 17                         | BRI 18                         | TEX 18                         | TAL 17                         | ROV 21                         | LVS 14                         | HOM 9                          | MAR 2                          | PHO 13                         | 22e                            | 675                            |
| Résultats au Daytona 500 | Résultats au Daytona 500  | Résultats au Daytona 500 | Résultats au Daytona 500 | Résultats au Daytona 500 |
| ------------------------ | ------------------------- | ------------------------ | ------------------------ | ------------------------ |
| Année                    | L'équipe                  | Fabricant                | Position au              | Position au              |
| Année                    | L'équipe                  | Fabricant                | Départ                   | Arrivée                  |
| 2009                     | Earnhardt Ganassi Racing  | Chevrolet                | 11                       | 30                       |
| 2010                     | Phoenix Racing            | Chevrolet                | DNQ                      | DNQ                      |
| 2012                     | Richard Petty Motorsports | Ford                     | 27                       | 33                       |
| 2013                     | Richard Petty Motorsports | Ford                     | 26                       | 13                       |
| 2014                     | Richard Petty Motorsports | Ford                     | 13                       | 39                       |
| 2015                     | Richard Petty Motorsports | Ford                     | 33                       | 15                       |
| 2016                     | Richard Petty Motorsports | Ford                     | 34                       | 12                       |
| 2017                     | Richard Petty Motorsports | Ford                     | 13                       | 4                        |
| 2018                     | Stewart-Haas Racing       | Ford                     | 37                       | 11                       |
| 2019                     | Stewart-Haas Racing       | Ford                     | 8                        | 32                       |
| 2020                     | Stewart-Haas Racing       | Ford                     | 5                        | 22                       |
| 2021                     | Stewart-Haas Racing       | Ford                     | 3                        | 34                       |
| 2022                     | Stewart-Haas Racing       | Ford                     | 38                       | 5                        |
| 2023                     | 4                         | 21                       |                          |                          |

### NASCAR Xfinity Series
Au 28 novembre 2023, il a participé à 104 courses réparties sur 12 saisons (2005-2018, 2023) :
- Dernière saison : Voitures Ford no 08 de la SS-Green Light Racing et no 28 de la RSS Racing en 2023
- Résultat dernière saison : 76e en 2023
- Meilleur classement en fin de saison : 4e en 2011
- Première course : Circuit City 250 en 2006 (à Richmond)
- Dernière course : DoorDash 250 en 2023 (à Sonoma)
- Première victoire : AT&T 250 en 2007 (à Milwaukee)
- Dernière victoire : DoorDash 250 en 2023 (à Sonoma)
- Victoire(s) : 4
- Top5 : 14
- Top10 : 39
- Pole position : 5

| Légende  | Légende |
| -------- | --- |
| Gras     | Pole position décerné par temps de qualification.                                                                                         |
| Italique | Pole position gagnés par les points au classement ou du temps d'essais.                                                                   |
| *        | Plus grand nombre de tours menés. |
| 01       | Aucun point de championnat car inéligible pour le titre lors de cette saison (le pilote concourt pour le titre dans une autre catégorie). |
| DNQ      | Ne s'est pas qualifié. |
| Résultats en NASCAR Xfinity Series | Résultats en NASCAR Xfinity Series           | Résultats en NASCAR Xfinity Series | Résultats en NASCAR Xfinity Series | Résultats en NASCAR Xfinity Series | Résultats en NASCAR Xfinity Series | Résultats en NASCAR Xfinity Series | Résultats en NASCAR Xfinity Series | Résultats en NASCAR Xfinity Series | Résultats en NASCAR Xfinity Series | Résultats en NASCAR Xfinity Series | Résultats en NASCAR Xfinity Series | Résultats en NASCAR Xfinity Series | Résultats en NASCAR Xfinity Series | Résultats en NASCAR Xfinity Series | Résultats en NASCAR Xfinity Series | Résultats en NASCAR Xfinity Series | Résultats en NASCAR Xfinity Series | Résultats en NASCAR Xfinity Series | Résultats en NASCAR Xfinity Series | Résultats en NASCAR Xfinity Series | Résultats en NASCAR Xfinity Series | Résultats en NASCAR Xfinity Series | Résultats en NASCAR Xfinity Series | Résultats en NASCAR Xfinity Series | Résultats en NASCAR Xfinity Series | Résultats en NASCAR Xfinity Series | Résultats en NASCAR Xfinity Series | Résultats en NASCAR Xfinity Series | Résultats en NASCAR Xfinity Series | Résultats en NASCAR Xfinity Series | Résultats en NASCAR Xfinity Series | Résultats en NASCAR Xfinity Series | Résultats en NASCAR Xfinity Series | Résultats en NASCAR Xfinity Series | Résultats en NASCAR Xfinity Series | Résultats en NASCAR Xfinity Series | Résultats en NASCAR Xfinity Series | Résultats en NASCAR Xfinity Series | Résultats en NASCAR Xfinity Series | Résultats en NASCAR Xfinity Series |
| ---------------------------------- | -------------------------------------------- | ---------------------------------- | ---------------------------------- | ---------------------------------- | ---------------------------------- | ---------------------------------- | ---------------------------------- | ---------------------------------- | ---------------------------------- | ---------------------------------- | ---------------------------------- | ---------------------------------- | ---------------------------------- | ---------------------------------- | ---------------------------------- | ---------------------------------- | ---------------------------------- | ---------------------------------- | ---------------------------------- | ---------------------------------- | ---------------------------------- | ---------------------------------- | ---------------------------------- | ---------------------------------- | ---------------------------------- | ---------------------------------- | ---------------------------------- | ---------------------------------- | ---------------------------------- | ---------------------------------- | ---------------------------------- | ---------------------------------- | ---------------------------------- | ---------------------------------- | ---------------------------------- | ---------------------------------- | ---------------------------------- | ---------------------------------- | ---------------------------------- | ---------------------------------- |
| Année                              | Équipe                                       | No.                                | Constructeur                       | 1                                  | 2                                  | 3                                  | 4                                  | 5                                  | 6                                  | 7                                  | 8                                  | 9                                  | 10                                 | 11                                 | 12                                 | 13                                 | 14                                 | 15                                 | 16                                 | 17                                 | 18                                 | 19                                 | 20                                 | 21                                 | 22                                 | 23                                 | 24                                 | 25                                 | 26                                 | 27                                 | 28                                 | 29                                 | 30                                 | 31                                 | 32                                 | 33                                 | 34                                 | 35                                 | Clas.                              | Pts                                |
| 2005[30]                           | Joe Gibbs Racing                             | 20                                 | Chevrolet                          | DAY                                | CAL                                | MXC                                | LVS                                | ATL                                | NSH                                | BRI                                | TEX                                | PHO                                | TAL                                | DAR                                | RCH                                | CLT                                | DOV                                | NSH                                | KEN                                | MLW                                | DAY                                | CHI                                | NHA                                | PPR                                | GTY                                | IRP                                | GLN                                | MCH                                | BRI                                | CAL                                | RCH                                | DOV                                | KAN                                | CLT                                | MEM QL                             | TEX                                | PHO                                | HOM                                | -                                  | -                                  |
| 2006[31]                           | Joe Gibbs Racing                             | 19                                 | Chevrolet                          | DAY                                | CAL                                | MXC                                | LVS                                | ATL                                | BRI                                | TEX                                | NSH                                | PHO                                | TAL                                | RCH 32                             | DAR                                | CLT                                | DOV 11                             | NSH                                | KEN                                |                                    |                                    |                                    |                                    |                                    |                                    | IRP 38                             | GLN                                | MCH 27                             | BRI 20                             | CAL                                | RCH 18                             | DOV                                | KAN 39                             | CLT 15                             | MEM                                | TEX                                | PHO 13                             | HOM                                | 51e                                | 833                                |
| 2006[31]                           | Joe Gibbs Racing                             | 20                                 | Chevrolet                          |                                    |                                    |                                    |                                    |                                    |                                    |                                    |                                    |                                    |                                    |                                    |                                    |                                    |                                    |                                    |                                    | MLW QL                             | DAY                                | CHI                                | NHA                                | MAR QL                             | GTY                                |                                    |                                    |                                    |                                    |                                    |                                    |                                    |                                    |                                    |                                    |                                    |                                    |                                    | 51e                                | 833                                |
| 2007[32]                           | Joe Gibbs Racing                             | 18                                 | Chevrolet                          | DAY 19                             | CAL                                | MXC                                | LVS                                | ATL 27                             |                                    |                                    |                                    | PHO 43                             |                                    |                                    | DAR 41                             | CLT 14                             | DOV                                |                                    |                                    |                                    |                                    |                                    | CHI 38                             | GTY                                |                                    |                                    |                                    |                                    |                                    |                                    |                                    |                                    |                                    | CLT 4                              | MEM                                | TEX                                | PHO                                | HOM 18                             | 29e                                | 1959                               |
| 2007[32]                           | Joe Gibbs Racing                             | 20                                 | Chevrolet                          |                                    |                                    |                                    |                                    |                                    | BRI 32                             | NSH 19                             | TEX                                |                                    | TAL 20                             | RCH                                |                                    |                                    |                                    | NSH 10                             | KEN 6                              | MLW 1                              | NHA                                | DAY 28                             |                                    |                                    | IRP 6                              | CGV 11                             | GLN                                | MCH                                | BRI 10                             | CAL                                | RCH                                | DOV                                | KAN                                |                                    |                                    |                                    |                                    |                                    | 29e                                | 1959                               |
| 2009[33]                           | Key Motorsports (en)                         | 40                                 | Chevrolet                          | DAY                                | CAL                                | LVS                                | BRI                                | TEX                                | NSH                                | PHO                                | TAL                                | RCH                                | DAR                                | CLT                                | DOV                                | NSH                                | KEN                                | MLW 11                             | NHA                                | DAY                                | CHI                                | GTY                                | IRP 14                             | IOW 34                             | GLN                                | MCH                                | BRI                                | CGV                                | ATL                                | RCH                                | DOV                                | KAN                                | CAL                                |                                    |                                    |                                    |                                    |                                    | 76e                                | 394                                |
| 2009[33]                           | Smith-Ganassi Racing (en)                    | 42                                 | Dodge                              |                                    |                                    |                                    |                                    |                                    |                                    |                                    |                                    |                                    |                                    |                                    |                                    |                                    |                                    |                                    |                                    |                                    |                                    |                                    |                                    |                                    |                                    |                                    |                                    |                                    |                                    |                                    |                                    |                                    |                                    | CLT 27                             | MEM                                | TEX                                | PHO                                | HOM                                | 76e                                | 394                                |
| 2010[34]                           | JR Motorsports (en)                          | 88                                 | Chevrolet                          | DAY                                | CAL                                | LVS                                | BRI                                | NSH                                | PHO                                | TEX                                | TAL                                | RCH                                | DAR                                | DOV                                | CLT                                | NSH                                | KEN                                | ROA                                | NHA                                | DAY                                | CHI                                | GTY                                | IRP 3                              | IOW                                | GLN                                | MCH                                | BRI                                | CGV                                | ATL                                |                                    |                                    | KAN 22                             | CAL 6                              | CLT 8                              | GTY                                | TEX 16                             | PHO 6                              | HOM 32                             | 44e                                | 1021                               |
| 2010[34]                           | JR Motorsports (en)                          | 07                                 | Chevrolet                          |                                    |                                    |                                    |                                    |                                    |                                    |                                    |                                    |                                    |                                    |                                    |                                    |                                    |                                    |                                    |                                    |                                    |                                    |                                    |                                    |                                    |                                    |                                    |                                    |                                    |                                    | RCH 11                             | DOV                                |                                    |                                    |                                    |                                    |                                    |                                    |                                    | 44e                                | 1021                               |
| 2011[35]                           | JR Motorsports (en)                          | 88                                 | Chevrolet                          | DAY 19                             | PHO 13                             | LVS 15                             | BRI 10                             | CAL 9                              | TEX 12                             | TAL 8                              | NSH 10                             | RCH 14                             | DAR 28                             | DOV 9                              | IOW 17                             | CLT 9                              | CHI 4                              | MCH 15                             | ROA 22                             | DAY 9                              | KEN 20                             | NHA 5                              | NSH 5                              | IRP 4                              | IOW 5                              | GLN 8                              | CGV 20                             | BRI 5                              | ATL 8                              | RCH 7                              | CHI 4                              | DOV 15                             | KAN 12                             | CLT 15                             | TEX 19                             | PHO 25                             | HOM 8                              |                                    | 4e                                 | 1095                               |
| 2013[36]                           | Richard Petty Motorsports                    | 43                                 | Ford                               | DAY                                | PHO 9                              | LVS                                | BRI                                | CAL                                | TEX                                | RCH                                | TAL                                | DAR                                | CLT                                | DOV                                | IOW                                | MCH                                | ROA                                | KEN                                | DAY                                | NHA                                | CHI                                | IND                                | IOW                                | GLN                                | MOH                                | BRI                                | ATL                                | RCH                                | CHI                                | KEN                                | DOV                                | KAN                                | CLT                                | TEX                                | PHO                                | HOM                                |                                    |                                    | 111e                               | 01                                 |
| 2014[37]                           | Biagi-DenBeste Racing (en)                   | 98                                 | Ford                               | DAY                                | PHO                                | LVS                                | BRI                                | CAL                                | TEX                                | DAR                                | RCH                                | TAL                                | IOW                                | CLT                                | DOV                                | MCH                                | ROA                                | KEN                                | DAY                                | NHA                                | CHI                                | IND                                | IOW                                | GLN                                | MOH                                | BRI                                | ATL                                | RCH                                | CHI 14                             | KEN                                | DOV 13                             | KAN                                | CLT                                | TEX                                | PHO                                | HOM                                |                                    |                                    | 99e                                | 01                                 |
| 2015[38]                           | Biagi-DenBeste Racing (en)                   | 98                                 | Ford                               | DAY 7                              | ATL                                | LVS 11                             | PHO                                | CAL                                | TEX                                | BRI                                | RCH 15                             | TAL 10                             | IOW                                | CLT 19                             | DOV                                | MCH 8                              | CHI                                | DAY 35                             | KEN                                | NHA                                | IND 14                             | IOW                                | GLN                                | MOH                                | BRI                                | ROA                                | DAR                                | RCH                                | CHI                                | KEN                                | DOV                                | CLT                                | KAN                                | TEX                                | PHO                                | HOM 12                             |                                    |                                    | 93e                                | 01                                 |
| 2016[39]                           | Biagi-DenBeste Racing (en)                   | 98                                 | Ford                               | DAY 11                             | ATL                                | LVS 12                             | PHO                                | CAL 11                             | TEX 17                             | BRI 10                             | RCH                                | TAL 10                             | DOV                                | CLT                                | POC 11                             | MCH                                | IOW                                | DAY 1                              | KEN                                | NHA                                | IND                                | IOW                                | GLN                                | MOH                                | BRI                                | ROA                                | DAR                                | RCH                                | CHI                                | KEN                                | DOV                                | CLT                                | KAN                                | TEX                                | PHO 12                             | HOM 10                             |                                    |                                    | 92e                                | 01                                 |
| 2017[40]                           | Biagi-DenBeste Racing (en)                   | 98                                 | Ford                               | DAY 23                             | ATL 19                             | LVS 17                             | PHO                                | CAL                                | TEX                                | BRI                                | RCH                                | TAL 1                              | CLT                                | DOV                                | POC                                | MCH                                | IOW                                | DAY                                | KEN                                | NHA                                | IND                                | IOW                                | GLN                                | MOH                                | BRI 38                             | ROA                                | DAR                                | RCH                                | CHI                                | KEN                                | DOV                                | CLT                                | KAN                                | TEX                                | PHO                                | HOM                                |                                    |                                    | 93e                                | 01                                 |
| 2018[41]                           | Stewart-Haas Racing avec Biagi-DenBeste (en) | 98                                 | Ford                               | DAY 35                             | ATL                                | LVS                                | PHO                                | CAL                                | TEX                                | BRI                                | RCH                                | TAL                                | DOV                                | CLT                                | POC                                | MCH                                | IOW                                | CHI                                | DAY                                | KEN                                | NHA                                | IOW                                | GLN 5                              | MOH                                | BRI                                | ROA                                | DAR                                | IND                                | LVS                                | RCH                                | ROV                                | DOV                                | KAN                                | TEX                                | PHO                                | HOM                                |                                    |                                    | 98e                                | 01                                 |
| 2023                               | SS-Green Light Racing (en)                   | 08                                 | Ford                               | DAY                                | CAL                                | LVS                                | PHO                                | ATL                                | COA 24                             | RCH                                | MAR                                | TAL                                | DOV                                | DAR                                | CLT                                | PIR                                |                                    |                                    |                                    |                                    |                                    |                                    |                                    |                                    |                                    |                                    |                                    |                                    |                                    |                                    |                                    |                                    |                                    |                                    |                                    |                                    |                                    |                                    | 76e                                | 01                                 |
| 2023                               | RSS Racing (en)                              | 28                                 | Ford                               |                                    |                                    |                                    |                                    |                                    |                                    |                                    |                                    |                                    |                                    |                                    |                                    |                                    | SON 1                              | NSH                                | CSC                                | ATL                                | NHA                                | POC                                | ROA                                | MCH                                | IRC                                | GLN                                | DAY                                | DAR                                | KAN                                | BRI                                | TEX                                | ROV                                | LVS                                | HOM                                | MAR                                | PHO                                |                                    |                                    | 76e                                | 01                                 |

### NASCAR Truck Series
Au 28 novembre 2023, il a participé à 78 courses réparties sur 8 saisons (2005-2012) :
- Dernière saison : Voiture Ford no 5 de la Wauters Motorsports en 2012
- Résultat dernière saison : 90e en 2012
- Meilleur classement en fin de saison : 2e en 2010
- Première course : O'Reilly 200 en 2005 (à Memphis)
- Dernière course : WinStar World Casino 350K en 2012 (à Texas)
- Première victoire : Dover 200 en 2010 (à Dover)
- Dernière victoire : VFW 200 en 2010 (à Michigan)
- Victoire(s) : 2
- Top5 : 19
- Top10 : 38
- Pole position : 0

| Légende  | Légende |
| -------- | --- |
| Gras     | Pole position décerné par temps de qualification.                                                                                         |
| Italique | Pole position gagnés par les points au classement ou du temps d'essais.                                                                   |
| *        | Plus grand nombre de tours menés. |
| 01       | Aucun point de championnat car inéligible pour le titre lors de cette saison (le pilote concourt pour le titre dans une autre catégorie). |
| DNQ      | Ne s'est pas qualifié. |
| Résultats en NASCAR Camping World Truck Series | Résultats en NASCAR Camping World Truck Series | Résultats en NASCAR Camping World Truck Series | Résultats en NASCAR Camping World Truck Series | Résultats en NASCAR Camping World Truck Series | Résultats en NASCAR Camping World Truck Series | Résultats en NASCAR Camping World Truck Series | Résultats en NASCAR Camping World Truck Series | Résultats en NASCAR Camping World Truck Series | Résultats en NASCAR Camping World Truck Series | Résultats en NASCAR Camping World Truck Series | Résultats en NASCAR Camping World Truck Series | Résultats en NASCAR Camping World Truck Series | Résultats en NASCAR Camping World Truck Series | Résultats en NASCAR Camping World Truck Series | Résultats en NASCAR Camping World Truck Series | Résultats en NASCAR Camping World Truck Series | Résultats en NASCAR Camping World Truck Series | Résultats en NASCAR Camping World Truck Series | Résultats en NASCAR Camping World Truck Series | Résultats en NASCAR Camping World Truck Series | Résultats en NASCAR Camping World Truck Series | Résultats en NASCAR Camping World Truck Series | Résultats en NASCAR Camping World Truck Series | Résultats en NASCAR Camping World Truck Series | Résultats en NASCAR Camping World Truck Series | Résultats en NASCAR Camping World Truck Series | Résultats en NASCAR Camping World Truck Series | Résultats en NASCAR Camping World Truck Series | Résultats en NASCAR Camping World Truck Series | Résultats en NASCAR Camping World Truck Series |
| ---------------------------------------------- | ---------------------------------------------- | ---------------------------------------------- | ---------------------------------------------- | ---------------------------------------------- | ---------------------------------------------- | ---------------------------------------------- | ---------------------------------------------- | ---------------------------------------------- | ---------------------------------------------- | ---------------------------------------------- | ---------------------------------------------- | ---------------------------------------------- | ---------------------------------------------- | ---------------------------------------------- | ---------------------------------------------- | ---------------------------------------------- | ---------------------------------------------- | ---------------------------------------------- | ---------------------------------------------- | ---------------------------------------------- | ---------------------------------------------- | ---------------------------------------------- | ---------------------------------------------- | ---------------------------------------------- | ---------------------------------------------- | ---------------------------------------------- | ---------------------------------------------- | ---------------------------------------------- | ---------------------------------------------- | ---------------------------------------------- |
| Année                                          | Équipe                                         | No.                                            | Constructeur                                   | 1                                              | 2                                              | 3                                              | 4                                              | 5                                              | 6                                              | 7                                              | 8                                              | 9                                              | 10                                             | 11                                             | 12                                             | 13                                             | 14                                             | 15                                             | 16                                             | 17                                             | 18                                             | 19                                             | 20                                             | 21                                             | 22                                             | 23                                             | 24                                             | 25                                             | Clas.                                          | Pts                                            |
| 2005[42]                                       | Morgan-Dollar Motorsports (en)                 | 47                                             | Chevrolet                                      | DAY                                            | CAL                                            | ATL                                            | MAR                                            | GTY                                            | MFD                                            | CLT                                            | DOV                                            | TEX                                            | MCH                                            | MLW                                            | KAN                                            | KEN                                            | MEM 30                                         | IRP 10                                         | NSH                                            | BRI                                            | RCH                                            | NHA 8                                          | LVS                                            | MAR                                            | ATL                                            | TEX 34                                         | PHO                                            | HOM                                            | 48e                                            | 410                                            |
| 2006[43]                                       | Spears Motorsports (en)                        | 75                                             | Chevrolet                                      | DAY 32                                         | CAL 21                                         | ATL 18                                         | MAR 18                                         | GTY 10                                         | CLT 9                                          | MFD 30                                         | DOV 12                                         | TEX 32                                         | MCH 36                                         | MLW 13                                         | KAN 18                                         | KEN 22                                         | MEM 18                                         | IRP 21                                         | NSH 22                                         | BRI 32                                         | NHA 29                                         | LVS 10                                         | TAL 22                                         | MAR 16                                         | ATL 30                                         | TEX 20                                         | PHO 22                                         | HOM 23                                         | 18e                                            | 2471                                           |
| 2007[44]                                       | Billy Ballew Motorsports (en)                  | 51                                             | Chevrolet                                      | DAY                                            | CAL                                            | ATL                                            | MAR                                            | KAN                                            | CLT                                            | MFD                                            | DOV                                            | TEX                                            | MCH                                            | MLW                                            | MEM 17                                         | KEN                                            | IRP                                            |                                                |                                                |                                                |                                                |                                                |                                                |                                                |                                                |                                                |                                                |                                                | 60e                                            | 273                                            |
| 2007[44]                                       | Morgan-Dollar Motorsports (en)                 | 47                                             | Chevrolet                                      |                                                |                                                |                                                |                                                |                                                |                                                |                                                |                                                |                                                |                                                |                                                |                                                |                                                |                                                | NSH 23                                         | BRI                                            | GTW                                            | NHA 32                                         | LVS                                            | TAL                                            | MAR                                            | ATL                                            | TEX                                            | PHO                                            | HOM                                            | 60e                                            | 273                                            |
| 2008[45]                                       | Morgan-Dollar Motorsports (en)                 | 46                                             | Chevrolet                                      | DAY                                            | CAL                                            | ATL                                            | MAR                                            | KAN                                            | CLT                                            | MFD                                            | DOV                                            | TEX 17                                         | MCH                                            | MLW                                            | MEM                                            | KEN                                            | IRP                                            | NSH                                            | BRI                                            | GTW                                            | NHA                                            | LVS                                            | TAL                                            | MAR                                            | ATL                                            | TEX                                            | PHO                                            | HOM                                            | 78e                                            | 112                                            |
| 2009[46]                                       | Billy Ballew Motorsports (en)                  | 15                                             | Toyota                                         | DAY                                            | CAL                                            | ATL                                            | MAR                                            | KAN                                            | CLT                                            | DOV                                            | TEX 16                                         | MCH                                            | MLW 20                                         | MEM 4                                          | KEN 5                                          | IRP 3                                          | NSH                                            | BRI 6                                          | CHI 8                                          | IOW 2                                          |                                                | NHA 21                                         |                                                | MAR 12                                         | TAL 2                                          | TEX 14                                         | PHO 3                                          | HOM 14                                         | 20e                                            | 2301                                           |
| 2009[46]                                       | Billy Ballew Motorsports (en)                  | 51                                             | Toyota                                         |                                                |                                                |                                                |                                                |                                                |                                                |                                                |                                                |                                                |                                                |                                                |                                                |                                                |                                                |                                                |                                                |                                                | GTW 4                                          |                                                | LVS 8                                          |                                                |                                                |                                                |                                                |                                                | 20e                                            | 2301                                           |
| 2010[47]                                       | Billy Ballew Motorsports (en)                  | 51                                             | Toyota                                         | DAY 12                                         | ATL 3                                          | MAR 6                                          | NSH 8                                          | KAN 7                                          | DOV 1                                          | CLT 7                                          | TEX 12                                         | MCH 1                                          | IOW 28                                         | GTY 8                                          | IRP 31                                         | POC 4                                          | NSH 3                                          | DAR 9                                          | BRI 2                                          | CHI 6                                          | KEN 3                                          | NHA 8                                          | LVS 6                                          | MAR 5                                          | TAL 2                                          | TEX 7                                          | PHO 5                                          | HOM 5                                          | 2e                                             | 3730                                           |
| 2011[48]                                       | Vision Aviation Racing (en)                    | 51                                             | Toyota                                         | DAY 22                                         | PHO                                            | DAR                                            | MAR                                            | NSH                                            | DOV                                            | CLT                                            | KAN                                            | TEX                                            | KEN                                            | IOW                                            | NSH                                            | IRP                                            | POC                                            | MCH                                            | BRI                                            | ATL                                            | CHI                                            | NHA                                            | KEN                                            | LVS                                            | TAL                                            | MAR                                            | TEX                                            | HOM                                            | 104e                                           | 01                                             |
| 2012[49]                                       | Wauters Motorsports (en)                       | 5                                              | Ford                                           | DAY                                            | MAR                                            | CAR                                            | KAN                                            | CLT                                            | DOV                                            | TEX                                            | KEN                                            | IOW                                            | CHI                                            | POC                                            | MCH                                            | BRI                                            | ATL 5                                          | IOW                                            | KEN                                            | LVS                                            | TAL 26                                         | MAR                                            | TEX 9                                          | PHO                                            | HOM                                            |                                                |                                                |                                                | 90e                                            | 01                                             |

### K&N Pro Series West
| Légende  | Légende |
| -------- | --- |
| Gras     | Pole position décerné par temps de qualification.                                                                                         |
| Italique | Pole position gagnés par les points au classement ou du temps d'essais.                                                                   |
| *        | Plus grand nombre de tours menés. |
| 01       | Aucun point de championnat car inéligible pour le titre lors de cette saison (le pilote concourt pour le titre dans une autre catégorie). |
| DNQ      | Ne s'est pas qualifié. |
| Résultats en NASCAR K&N Pro Series West | Résultats en NASCAR K&N Pro Series West | Résultats en NASCAR K&N Pro Series West | Résultats en NASCAR K&N Pro Series West | Résultats en NASCAR K&N Pro Series West | Résultats en NASCAR K&N Pro Series West | Résultats en NASCAR K&N Pro Series West | Résultats en NASCAR K&N Pro Series West | Résultats en NASCAR K&N Pro Series West | Résultats en NASCAR K&N Pro Series West | Résultats en NASCAR K&N Pro Series West | Résultats en NASCAR K&N Pro Series West | Résultats en NASCAR K&N Pro Series West | Résultats en NASCAR K&N Pro Series West | Résultats en NASCAR K&N Pro Series West | Résultats en NASCAR K&N Pro Series West | Résultats en NASCAR K&N Pro Series West | Résultats en NASCAR K&N Pro Series West | Résultats en NASCAR K&N Pro Series West | Résultats en NASCAR K&N Pro Series West |
| --------------------------------------- | --------------------------------------- | --------------------------------------- | --------------------------------------- | --------------------------------------- | --------------------------------------- | --------------------------------------- | --------------------------------------- | --------------------------------------- | --------------------------------------- | --------------------------------------- | --------------------------------------- | --------------------------------------- | --------------------------------------- | --------------------------------------- | --------------------------------------- | --------------------------------------- | --------------------------------------- | --------------------------------------- | --------------------------------------- |
| Année                                   | Équipe                                  | No.                                     | Constructeur                            | 1                                       | 2                                       | 3                                       | 4                                       | 5                                       | 6                                       | 7                                       | 8                                       | 9                                       | 10                                      | 11                                      | 12                                      | 13                                      | 14                                      | Clas.                                   | Pts                                     |
| 2018[50]                                | Stewart-Haas Racing                     | 41                                      | Ford                                    | KCR                                     | TUS                                     | TUS                                     | OSS                                     | CNS                                     | SON 2                                   | DCS                                     | IOW                                     | EVG                                     | GTW                                     | LVS                                     | MER                                     | AAS                                     | KCR                                     | 30e                                     | 43                                      |

### ARCA MENARDS Series
Au 28 novembre 2023, il a participé à 2 courses réparties sur 2 saisons (2005, 2008) :
- Dernière saison : Voiture Chevrolet no 29 de la Dale Earnhardt, Inc. en 2008
- Résultat dernière saison : 143e en 2007
- Meilleur classement en fin de saison : 143e en 2008
- Victoire(s) : 0
- Top5 : 0
- Top10 : 0
- Pole position : 0

| Légende  | Légende |
| -------- | --- |
| Gras     | Pole position décerné par temps de qualification.                                                                                         |
| Italique | Pole position gagnés par les points au classement ou du temps d'essais.                                                                   |
| *        | Plus grand nombre de tours menés. |
| 01       | Aucun point de championnat car inéligible pour le titre lors de cette saison (le pilote concourt pour le titre dans une autre catégorie). |
| DNQ      | Ne s'est pas qualifié. |
| Résultats en ARCA Racing Series | Résultats en ARCA Racing Series | Résultats en ARCA Racing Series | Résultats en ARCA Racing Series | Résultats en ARCA Racing Series | Résultats en ARCA Racing Series | Résultats en ARCA Racing Series | Résultats en ARCA Racing Series | Résultats en ARCA Racing Series | Résultats en ARCA Racing Series | Résultats en ARCA Racing Series | Résultats en ARCA Racing Series | Résultats en ARCA Racing Series | Résultats en ARCA Racing Series | Résultats en ARCA Racing Series | Résultats en ARCA Racing Series | Résultats en ARCA Racing Series | Résultats en ARCA Racing Series | Résultats en ARCA Racing Series | Résultats en ARCA Racing Series | Résultats en ARCA Racing Series | Résultats en ARCA Racing Series | Résultats en ARCA Racing Series | Résultats en ARCA Racing Series | Résultats en ARCA Racing Series | Résultats en ARCA Racing Series | Résultats en ARCA Racing Series | Résultats en ARCA Racing Series | Résultats en ARCA Racing Series |
| ------------------------------- | ------------------------------- | ------------------------------- | ------------------------------- | ------------------------------- | ------------------------------- | ------------------------------- | ------------------------------- | ------------------------------- | ------------------------------- | ------------------------------- | ------------------------------- | ------------------------------- | ------------------------------- | ------------------------------- | ------------------------------- | ------------------------------- | ------------------------------- | ------------------------------- | ------------------------------- | ------------------------------- | ------------------------------- | ------------------------------- | ------------------------------- | ------------------------------- | ------------------------------- | ------------------------------- | ------------------------------- | ------------------------------- |
| Année                           | Équipe                          | No.                             | Constructeur                    | 1                               | 2                               | 3                               | 4                               | 5                               | 6                               | 7                               | 8                               | 9                               | 10                              | 11                              | 12                              | 13                              | 14                              | 15                              | 16                              | 17                              | 18                              | 19                              | 20                              | 21                              | 22                              | 23                              | Clas.                           | Pts                             |
| 2005[51]                        | Joe Gibbs Racing                | 2                               | Chevrolet                       | DAY                             | NSH                             | SLM                             | KEN                             | TOL                             | LAN                             | MIL                             | POC                             | MCH                             | KAN                             | KEN                             | BLN                             | POC                             | GTW                             | LER                             | NSH                             | MCH                             | ISF                             | TOL                             | DSF                             | CHI                             | SLM                             | TAL 37                          | 171e                            | 45                              |
| 2008[51]                        | Dale Earnhardt, Inc.            | 29                              | Chevrolet                       | DAY                             | SLM                             | IOW                             | KAN                             | CAR                             | KEN                             | TOL                             | POC                             | MCH                             | CAY                             | KEN                             | BLN                             | POC 34                          | NSH                             | ISF                             | DSF                             | CHI                             | SLM                             | NJE                             | TAL                             | TOL                             |                                 |                                 | 143e                            | 70                              |

## Vie privée
Aric Almirola est né à Eglin Air Force Base et a grandi à Tampa en Floride en compagne de ses trois autres frères dont il est le cadet. Il est chrétien.
Les membres de sa famille sont cubains, Almirola étant citoyen américain. Son grand père Sam Rodriguez était un pilote en Xfinity Series spécialiste des circuits en terre.
Almirola est marié avec Janice Almirola avec qui il a eu deux enfants, un fils prénommé Alex (né en septembre 2012) et une fille prénommée Abby (née en novembre 2013).